# 阿兰·本特森
阿兰·本特森（丹麥語：Allan Bentsen，1968年8月21日—），丹麦男子乒乓球运动员。他曾获得2005年欧洲乒乓球锦标赛男子团体冠军。他也曾代表国家参加2012年夏季奥林匹克运动会。